# Вацлав Дундр
Вацлав Дундр, пол. Vaclav Dundr (*11 серпня 1817, Бріства — † 1888) — польсько-чеський письменник.
Навчався в Празі. Потім працював на державній службі у Львові, з 1855 року мешкав у Кракові, з 1860 року — знову у Львові. Публікував статті в багатьох чеських та польських газетах. Був добрим знавцем музики. Перекладав на чеську мову польські романи. Не слід плутати з іншим чеським письменником того ж імені і прізвища Вацлавом Їржі Дундром (1811–1872).